# Olivares (kommunhuvudort)
Olivares är en kommunhuvudort i Spanien.   Den ligger i provinsen Provincia de Sevilla och regionen Andalusien, i den sydvästra delen av landet, 400 km sydväst om huvudstaden Madrid. Olivares ligger 175 meter över havet och antalet invånare är 8 759.
Terrängen runt Olivares är huvudsakligen platt. Olivares ligger uppe på en höjd. Runt Olivares är det ganska tätbefolkat, med 149 invånare per kvadratkilometer. Närmaste större samhälle är Sevilla, 16,6 km öster om Olivares. Trakten runt Olivares består till största delen av jordbruksmark.